# Emil Verspohl
Emil Verspohl (* 24. Oktober 1920) ist ein ehemaliger deutscher Fußballspieler.

## Sportlicher Werdegang
Verspohl spielte während des Zweiten Weltkriegs für die KSG Wiesbaden auf, in die der SV Wiesbaden integriert wurde. Unter anderem lief er dabei in der Qualifikation zum letztlich kriegsbedingt vorzeitig abgebrochenen Tschammerpokal 1944 auf, als Ende Mai 1944 mit einem 4:2-Erfolg über Eintracht Frankfurt – Verspohl erzielte dabei den Treffer zum 3:1-Zwischenstand – die sportliche Teilnahme erreicht wurde. Von dem nach Kriegsende als eigenständigem Klub wiedergeschaffenen und unterklassig antretenden SV Wiesbaden kommend schloss er sich 1946 dem in der Oberliga Südwest antretenden 1. FSV Mainz 05 an. In der seinerzeit als Nordzonenliga ausgetragenen höchsten Spielklasse debütierte er am ersten Spieltag der Spielzeit 1946/47 bei der 2:3-Auswärtsniederlage beim 1. FC Kaiserslautern, am folgenden Spieltag gehörte er beim 5:0-Heimerfolg über den 1. FC Idar neben dem dreifach erfolgreichen Paul Lipponer junior und Anton Murtas erstmals zu den Torschützen. Ende November wurde die Meisterschaft abgebrochen und nach einer Qualifikationsrunde – hier spielte er nur zum Auftakt beim 9:0-Erfolg über den TSV Rhenania Rheindürkheim – als Oberliga ab Januar 1947 in zwei nach Besatzungszonen getrennten Gruppen ausgetragen. Hier wurde er als Stammspieler mit elf Einsätzen bei 14 Saisonspielen Tabellendritter hinter dem 1. FC Kaiserslautern und Wormatia Worms. In der folgenden Spielzeit der 1. Liga Südwest war er an der Seite von Spielertrainer Helmut Schneider, Torhüter Ernst-Georg Drayß, Josef Becker, Gerd Higi, Eugen Csákány und Karl-Heinz Wettig anfangs weiterhin Stammspieler und kam auf 14 Ligaeinsätze. Während die Mannschaft in der Meisterschaft den achten Tabellenrang belegte, erreichte sie im Mai im Rheinhessenpokal nach einem Halbfinalsieg über die SV Weisenau das nach Verlängerung verlorene Finalspiel gegen Wormatia Worms. Auch im regionalen Pokalwettbewerb blieb Verspohl, der 1948 gemeinsam mit Csákány zum SV Wiesbaden zurückkehrte, ohne Einsatz.